# Dublin Docklands Development Authority
Dublin Docklands Development Authority (Irsk: Údarás Forbartha Dugthailte Bhaile Átha Cliath) er en irsk byplanlægningsinstitution i Dublin, der blev etableret 1997 i henhold til lovgivningen i Dublin Docklands Development Authority Act 1997. 
Dublin Docklands Development Authority fik til opgave at varetage en fysisk, social og økonomisk funktion i forbindelse med koordinering og planlægning af en række store byudviklingsprojekter i den østlige del af Dublin langs begge bredder af floden Liffey, et område, som traditionelt betegnes som Dublin Docklands, eller bare Docklands. 
Det blev afstukket som en højt prioriteret opgave for Dublin Docklands Development Authority at institutionen skulle sikre, at Dublin Docklands blev udviklet til et kvarter i verdensklasse med mulighed for beboelse, arbejdspladser, uddannelse og sociale aktiviteter. Udbygningen skulle samtidig være med til at støtte den økonomiske udvikling i Dublin samt i resten af Irland.
Institutionen var i første omgang bemyndiget til at varetage disse funktioner indtil 2012, og var i denne periode koordinator af private og offentlige økonomiske investeringer og ressourcer for 7 milliarder Euro (ca. 52,5 milliarder kr). Udviklingen blev ved finanskrisens opståen sat midlertidigt i stå.

## Eksterne links
- Dublin Docklands Development Authority – officiel website Arkiveret 18. november 2007 hos  Wayback Machine